# Даная (Еврипид)
«Даная» (др.-греч. Δανάη) — трагедия древнегреческого драматурга Еврипида (V век до н. э.) на тему мифов о Персее, текст которой полностью утрачен. Её продолжением стала пьеса «Диктис». Трагедию с таким же названием написал и Софокл.
Главная героиня «Данаи» Еврипида — дочь аргосского царя Акрисия, оказавшаяся вместе с новорождённым сыном Персеем на острове Сериф. Местный царь Полидект воспылал к Данае страстью, но она ему отказала. Чтобы добиться её руки, Полидект решил отделаться от Персея (возможно, выросшего быстрее, чем обычные дети): он отправил юношу за головой Горгоны Медузы.
Луций Анней Сенека в одном из своих «Нравственных писем к Луцилию» описывает случай, связанный с первым представлением «Данаи» на сцене. Выслушав монолог отрицательного героя Беллерофонта о любви к богатству, «все зрители как один вскочили, чтобы прервать эту трагедию Еврипида и прогнать актёра, — и тогда сам Еврипид вышел на середину и попросил их подождать и посмотреть, чем кончит этот поклонник золота».